# Pawtucket Red Sox
De Pawtucket Red Sox (bijnaam: PawSox) is een Minor league baseballteam uit Pawtucket, Rhode Island. Ze spelen in de North Division van de International League. Hun stadion heet McCoy Stadium. Ze zijn verwant aan de Boston Red Sox.

## Titels
De Red Sox hebben de Governors' Cup 2 keer gewonnen en 6 keer gespeeld.
- 1973 - Gewonnen van de Scranton/Wilkes-Barre Red Barons
- 1977 - Verloren van de Scranton/Wilkes-Barre Red Barons
- 1978 - Verloren van de Richmond Braves
- 1984 - Gewonnen van de Scranton/Wilkes-Barre Red Barons
- 1991 - Verloren van de Columbus Clippers
- 2003 - Verloren van de Durham Bulls